# جوردي إيفانز
جوردي إيفانز (بالإسبانية: Jordy Evans) هو لاعب كرة قدم كوستاريكي في مركز قلب الدفاع، ولد في 17 أبريل 2002 في ليمون في كوستاريكا. شارك مع منتخب كوستاريكا تحت 17 سنة لكرة القدم. أما مع النوادي، فقد لعب مع ديبورتيفو سابريسا.

## وصلات خارجية
- جوردي إيفانز على موقع قاعدة بيانات كرة القدم.إي يو (الإنجليزية)
- جوردي إيفانز على موقع Soccerway.com (الإنجليزية)